# 朱达成
朱达成（1940年1月15日—），江苏常州人，中华人民共和国政治人物、外交官。

## 生平
1965年，毕业于北京外国语学院英语系，进入中共中央对外联络部工作。曾任驻瑞典大使馆二秘、中联部副组长、副局长、局长、副秘书长、秘书长。1998年4月，出任中华人民共和国驻阿拉伯联合酋长国大使。2001年6月，自驻阿联酋大使离任。